# 吉斯圣堡威士忌
吉斯圣堡（英語：Gisambol）是烟台出产的一种威士忌。中国家具制造商吉斯集团为多元化经营而涉足酿酒业时，因烟台与威士忌著名产区苏格兰的纬度和自然环境相似，决定在此生产威士忌，<但因找不到符合标准的中国本地产小麦，麦芽原料采用澳大利亚和加拿大小麦。威士忌多为双蒸，但吉斯圣堡威士忌采用三次蒸馏，因此酒体比一般威士忌干净为其特点。